# Sedlo Príslop (Niżne Tatry)

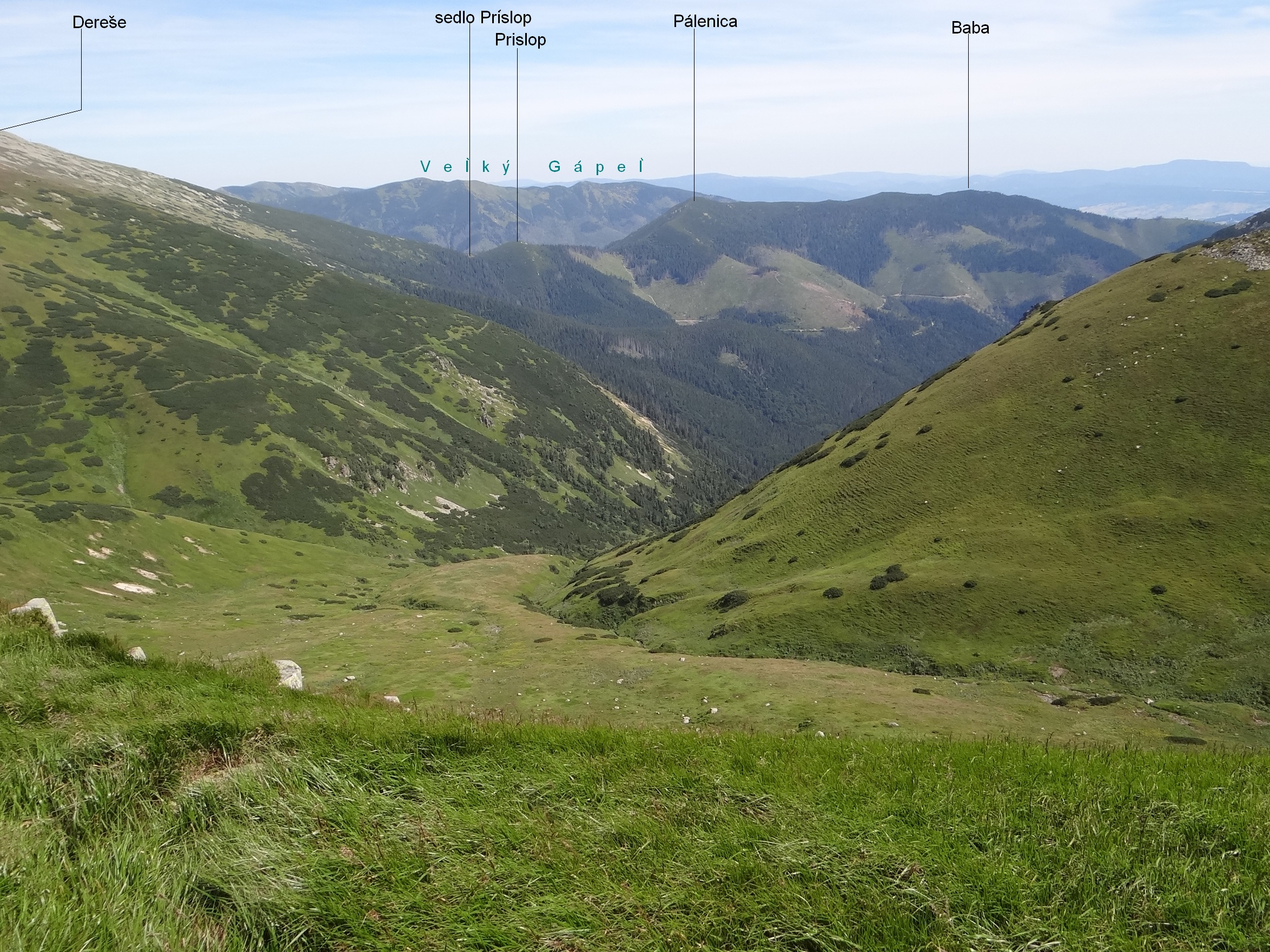
Widok z grani głównej

Sedlo Príslop (1518 m) – przełęcz w Niżnych Tatrach na Słowacji. Znajduje się w ich zachodniej części, w tzw. Ďumbierskich Tatrach, ale nie w ich grani głównej, lecz w bocznym grzbiecie, odchodzącym w kierunku południowym od szczytu Dereszy (2004 m) i biegnącym przez Pálenicę i Babę w kierunku doliny Hronu. Grzbiet ten oddziela dwie doliny. Po zachodniej stronie jest to Vajskovská dolina, po wschodniej Bystrá dolina.
Pojęciem "Sedlo Príslop" obejmuje się generalnie dwie sąsiednie przełęcze we wspomnianym grzbiecie, położone tuż na południe od szczytu Dereszy, rozdzielone skalistym, kosodrzewiną porośniętym szczycikiem, zwanym Príslop (1557 m) lub Príslop hoľa (1561 m). Kota "1518" odnosi się do północnej (bliższej Dereszom) przełęczy. Przełęcz południowa jest niższa, jej wysokość schodzi nieco poniżej poziomicy 1500 m n.p.m. Znaczenie komunikacyjne ma przełęcz północna, na której krzyżują się dwa szlaki turystyczne. Przełęcz ta znajduje się w strefie górnej granicy lasu. Samo siodło przełęczy pokrywa spora polana, opadająca wyraźnie w kierunku południowo-wschodnim, porośnięta częściowo borówczyskami. Rejon przełęczy porasta rzadki las świerkowy, przeplatany kępami wysokiej kosodrzewiny.

## Szlaki turystyczne
rozdroże Stupka – Mesiačik – Baba – Pálenica – Príslop – sedlo Príslop – Dereše. Czas przejścia: 5.05 h, ↓ 3.40 h
  schronisko Štefánika – Kosodrevina – sedlo Príslop – Drevenica pod Derešmi  – Krížske sedlo. Czas przejścia: 2.50 h, ↓ 2.55 h